# Myotona sjukdomar
Myotona sjukdomar är en grupp muskelsjukdomar i ICD-10 med myotoni som framträdande kännetecken. Dessa innefattar myotonia congenita, dystrophia myotonica, neuromyotoni, paramyotonia congenita och pseudomyotoni.